# Pantlavdi
Pantalaori o Pantlavdi fou un petit estat tributari protegit del grup de Sankhera Mehwas a l'agència de Rewa Kantha, presidència de Bombai. Tenia una superfície de 13 km² i el 1880 estava dividit entre dos caps, Nathu Khan i Nazir Khan. Els ingressos estimats vers 1880 eren d'unes dues-centes lliures. A la Gaseta imperial de 1908 els dos principats apareixen esmentats amb el nom dels seus sobirans:
- Pantlavdi Akbar Khan
- Pantlavdi Kesar Khan